# Mejor que vos
«Mejor que vos» (estilizado en mayúsculas) es una canción interpretada por la cantante argentina Lali y el dúo musical Miranda!, incluida en el sexto álbum de estudio de la primera, No vayas a atender cuando el demonio llama (2025). Fue escrita conjuntamente por Lali, Ale Sergi, Martín D'Agosto y Mauro De Tommaso, mientras que la producción estuvo a cargo de este último junto a «Don» Barreto. Su lanzamiento como tercer sencillo tuvo lugar el 6 de febrero de 2025 a través del sello Sony Music. 
Esta colaboración representa la segunda unión artística entre los intérpretes, después de haber lanzado juntos la nueva versión de la canción de Miranda! «Yo te diré» en enero de 2024. Además, marca el regreso de Lali a las colaboraciones con otros artistas desde su álbum Libra (2020), ya que su último trabajo discográfico había sido un proyecto solista.

## Antecedentes y lanzamiento
Lali y Miranda! realizaron su primera actuación en vivo el 10 de noviembre de 2017, en el Estadio Luna Park de Buenos Aires, como parte de la segunda fecha de la gira musical Lali en vivo. En este concierto, ambos artistas interpretaron conjuntamente la canción «Irresistible», perteneciente a su álbum Soy (2016). Dos meses después, el 30 de enero de 2018, volvieron a compartir escenario en un concierto gratuito encabezado por el dúo argentino en Mar del Plata, donde interpretaron las canciones «Ritmo y decepción» y «Enamorada», además de repetir la interpretación de «Irresistible». Posteriormente, en el marco de la 22.ª edición de los Premios Carlos Gardel, celebrada de manera virtual el 18 de septiembre de 2020 debido a la pandemia de Covid-19, realizaron una presentación en la que reinterpretaron el clásico «Tu amor», un tema originalmente grabado por Charly García y Pedro Aznar para el álbum Tango 4 (1991).
Tras años de colaboraciones en vivo, unieron sus voces en una producción musical conjunta por primera vez en 2023. Esta colaboración se concretó en la nueva versión de la canción «Yo te diré», originalmente incluida en el álbum Sin restricciones (2004) de Miranda!. La misma formó parte del álbum Hotel Miranda! (2023), una producción que reunió a artistas de diversas generaciones y géneros para reversionar varios clásicos del dúo pop. Sin embargo, esta no fue la primera vez en la que trabajaron en un estudio musical. En una entrevista de 2015, Ale Sergi reveló que Lali había visitado su estudio y habían cantado juntos, aunque en ese momento no habían compuesto ningún tema. En aquella ocasión, Sergi expresó  su admiración e interés en colaborar juntos en el futuro.
Poco después anunciar el lanzamiento de su próximo sencillo, «Fanático», la cantante concedió una entrevista a Shangay, en la que compartió detalles sobre el proceso de producción del sencillo y su próximo sexto álbum de estudio. En la entrevista, Lali habló sobre los géneros musicales que podrían estar presentes en el álbum y confirmó futuras colaboraciones, lo que marcaría su regreso a las colaboraciones desde su álbum Libra (2020), ya que su último álbum no había incluido ninguna. En una entrevista posterior realizada en enero de 2025, la periodista Leila Guerriero, del periódico El País, reveló algunos detalles sobre el contenido del próximo trabajo, mencionando posibles canciones que podrían incluirse en el disco, entre ellas «Lokura», «Libertad» y «Mejor que vos».
Finalmente, el 4 de febrero de 2025, Lali sorprendió a sus seguidores al anunciar en sus redes sociales que su nueva canción sería lanzada como tercer sencillo de su próximo álbum, solo dos días después del anuncio. Junto con la noticia, compartió un adelanto del videoclip, donde se los puede ver vestidos con un estilo vintage, inspirados en la estétitica de los años 70 y años 80, al estilo ABBA y David Bowie.

## Composición y grabación

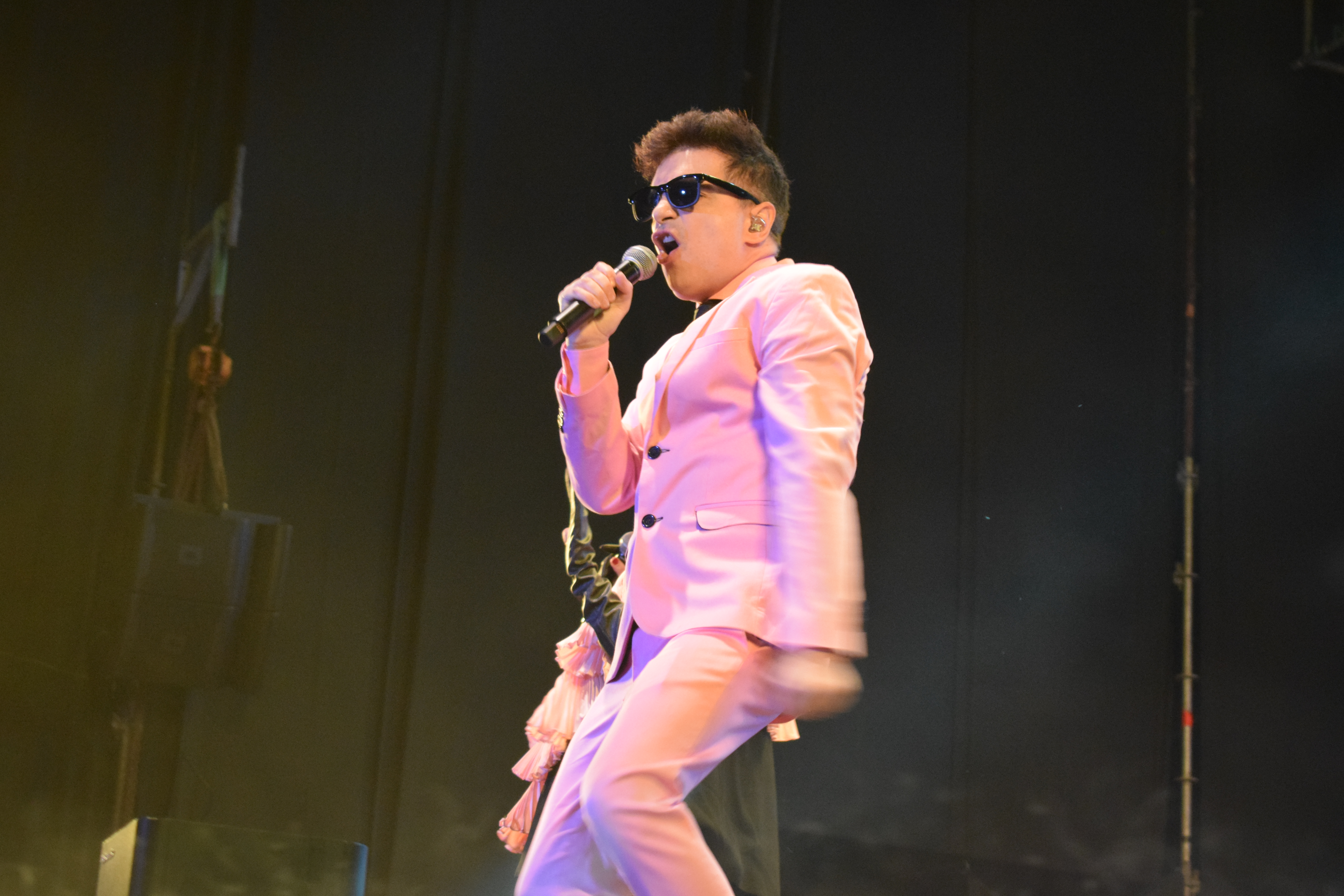
Ale Sergi, de Miranda!, aparece como coescritor la canción «Mejor que vos».

«Mejor que vos» es una canción de género pop y electropop, con elementos de música disco. Fue compuesta por Lali junto con Ale Sergi, Martín D'Agosto y Mauro De Tommaso, mientras que su producción quedó a cargo de este último en conjunto con Federico «Don» Barreto.
En cuanto al proceso de escritura y grabación, Ale Sergi explicó que inicialmente habían comenzado a reunirse con el objetivo de componer juntos en el estudio. Meses después, Lali y De Tommaso, uno de los productores, lo contactaron para invitarlo a unirse a la canción como artista invitado con Miranda!. Por su parte, la cantante reveló que, al comenzar a discutir sobre el tema de la canción, inicialmente quería abordar el dolor de un corazón roto, pero cuando aparece un amor potente, que te hace bien y te ilumina. Además, aseguró que colaborar con el dúo argentino en una canción propia fue cumplir un sueño y un «capricho personal» que siempre había tenido. En una entrevista íntima en el programa de streaming Industria nacional, conducido y producido por Pedro Rosemblat, Lali reveló que parte de la inspiración detrás de la canción provino de su amor por Rosemblat, con quien mantiene una relación desde febrero de 2024.

## Recepción

### Comentarios de la crítica
Lucas Terrazas de Infobae señaló que la canción «combina el carisma de [Lali] con la frescura y el talento de Ale Sergi y Juliana Gattas», y destacó la versatilidad y habilidad de la cantante para fusionar diferentes géneros musicales sin perder su esencia artística. Martín Sanzano de la revista Rolling Stone describió la canción como un «un single de espíritu ochentoso y estribillo pegadizo cuyo destino inevitable es el hit». Azul Ingratta de MSN calificó la colaboración como «explosiva» y denominó la canción como «un nuevo clásico del pop en español».
Por otro lado, el sitio web brasileño Latin Pop Brasil seleccionó la canción como el mejor lanzamiento de la semana, destacando su sonido pop de los noventa que combina nostalgia y modernidad.

### Rendimiento comercial
En Argentina, debutó en la vigésima sexta posición del listado Billboard Argentina Hot 100 en la edición del 22 de febrero de 2025 y fue nombrado como el Hot Shot Debut (en español: Debut espectacular) de la semana. Esta replicó el éxito de su primera colaboración en conjunto, igualando la posición alcanzada con «Yo te diré». En su segunda semana, la canción ascendió dos posiciones, convirtiéndose en la colaboración más exitosa entre Lali y Miranda hasta la fecha. Finalmente, en su séptima semana, ascendió hasta el decimocuarto lugar y fue nombrado como el Greatest Gainer (en español: Mayor ganador) de la semana, tras subir 38 posiciones respecto a la anterior.
La canción debutó en el octavo puesto del conteo radial argentino, distribuido por Monitor Latino, en la semana del 17 de febrero de 2025; con 167 tocadas y más de 59,4 reproducciones en las radios. En su segunda semana, la canción experimentó un ascenso, subiendo tres posiciones y se ubicó dentro de los primeros cinco lugares de la lista. Finalmente, en su cuarta semana, correspondiente a la edición del 10 de marzo, el sencillo ascendió directamente al primer lugar —con 273 tocadas y más de 105,1 mil de escuchas radiales—, convirtiéndose en el tercer sencillo número uno de Lali en encabezar el listado y el primero de Miranda!. Además, también lideró la sección nacional y latino del país, respectivamente.
Por otro lado, la canción logró ubicarse dentro de las veinte principales posiciones en la sección general y pop del conteo radial de Uruguay y Paraguay, alcanzando el séptimo y duodécimo, respectivamente.

## Vídeo musical
El videoclip acompañante fue publicado en simultáneo con la canción el 6 de febrero de 2025 y estuvo dirigido conjuntamente por Lali y Lautaro Espósito.

## Presentaciones en vivo
En el marco de su gira musical por México en 2025, el dúo argentino se presentó el 22 de febrero en el Palacio de los Deportes de la Ciudad de México, donde interpretaron por primera vez la canción «Mejor que vos» junto a Lali, quien se encontraba en el país como parte de su gira promocional. Durante el concierto, también interpretaron su primer tema colaborativo, «Yo te diré». Carlos Chaves, del periódico Récord, y Brian Ortiz, de El Capitalino, coincidieron en destacar la aparición de Lali como uno de los mejores momentos del concierto, destacando la gran expectación y entusiasmo del público antes de su entrada en escena. Posteriormente, el dúo argentino añadió la canción como parte del repertorio de su gira.
El 5 de abril del mismo año, Miranda! se presentó en el festival Quilmes Rock en Buenos Aires, donde invitaron a Lali a interpretar «Mejor que vos» por primera vez en Argentina y ofrecieron una nueva interpretación de «Yo te diré».

## Créditos y personal
- Lali: voz, composición, letra
- Ale Sergi: voz, composición, letra, teclados
- Juliana Gattas: voz
- Martin «Galán» D'Agosto: letra, composición
- Mauro De Tommaso: composición, producción, letra, bajo eléctrico, batería, teclados
- Federico «Don» Barreto: composición, producción, teclados
- Juan Giménez Kuj: bajo eléctrico
- Santiago Nápole: guitarra
- Dave Kutch: ingeniero de masterización
- Lewis Pickett: ingeniero de mezcla

Fuente: Tidal.

## Posicionamiento en listas

### Semanales
| País (Lista 2025)                   | Posición más alta |
| ----------------------------------- | ----------------- |
| Argentina Hot 100 (Billboard)       | 14                |
| Argentina (Monitor Latino)          | 1                 |
| Argentina Latino (Monitor Latino)   | 1                 |
| Argentina Nacional (Monitor Latino) | 1                 |
| Paraguay Pop (Monitor Latino)       | 12                |
| Uruguay (Monitor Latino)            | 7                 |